# Geraniol
El geraniol és un monoterpenoide i un alcohol. És la part principal de l'oli de roses, oli de palmarosa i oli de citronel·la (tipus Java). També es troba en petites quantitats als geranis, la llimona, i a altres olis essencials. És un oli de color clar a groc pàl·lid, insoluble en aigua però soluble en solvents orgànics. Fa olor de roses i es fa servir en perfums. També s'usa per donar diversos sabors de fruites.

## Aplicacions
El genariol és un efectiu repel·lent d'insectes. D'altra banda pot atraure les abelles, ja que elles mateixes produeixen geraniol.
És un dels 559 additius que s'incorporen a les cigarretes de tabac per millorar el seu sabor.

## Bioquímica
El grup funcional és el geranil. És important en la biosíntesi d'altres terpens. És un subproducte del metabolisme del sorbat i, per tant, és un desagradable contaminant en el vi si hi ha bacteris en ell.

## Reaccions
En solucions àcides el geraniol es converteix en el terpè cíclic alfa-terpineol.

## Seguretat
El geraniol ha de ser evitat per les persones amb al·lèrgia al perfum.